# How We Do It!!!/(Everything will be) All Right
「How We Do It!!!/(Everything will be) All Right」（ハウ・ウィ・ドゥ・イット/エヴリシング・ウィル・ビー・オール・ライト）は、日本のR&BグループのSkoop On Somebodyが2006年5月10日にリリースした通算29枚目（Skoop On Somebodyとしては21枚目）のシングル。

## 概要
映画『陽気なギャングが地球を回す』主題歌。
アルバム『Pianoforte』からのリカットシングル。
両A面である「(Everything will be) All Right」では、和田アキ子とコラボレーション（「Skoop On Somebody + AKIKO WADA」名義）。

## 収録曲
作詞・作曲・編曲：SOS（特記以外）
1. How We Do It!!! [4:42]
作曲：SOS・知念輝行
2. (Everything will be) All Right / Skoop On Somebody + AKIKO WADA [3:35]
作詞：深井裕美子／作曲：佐藤“フィッシャー”五魚／編曲：佐藤“フィッシャー”五魚・村田陽一
3. soul river [club SOS version] [4:52]